# Palaeomerycidae
Famille
Les Palaeomerycidae sont une famille éteinte de ruminants, ancêtre probable des cerfs et des cerfs porte-musc. Ils ont vécu en Amérique du Nord et du Sud, en Eurasie et en Afrique entre 55,8 et 4,9 millions d'années avant notre ère (de l'Éocène au Pliocène), pendant une cinquantaine de millions d'années.
Des fossiles d’Amphitragulus, le genre le plus ancien connu, ont été découverts en Aragon, à Ronheim (de) en Allemagne, en Sardaigne, en France et au Kazakhstan ; ils s'échelonnent entre 55,8 et 15,97 millions d'années.
Le spécimen nord-américain le plus ancien connu est Barbouromeryx, découvert à Scottsbluff, dans le Nebraska, et qui date d'environ 23,03 millions d'années.
Les palaeomerycidés ont continué à vivre dans l'Ancien Monde, avec des fossiles de Lagomeryx et Palaeomeryx feignouxi datant de l'Éocène moyen. En Amérique du Nord, Cranioceras et d'autres Dromomerycinae ont vécu jusqu'au début du Pliocène.

## Description[5]

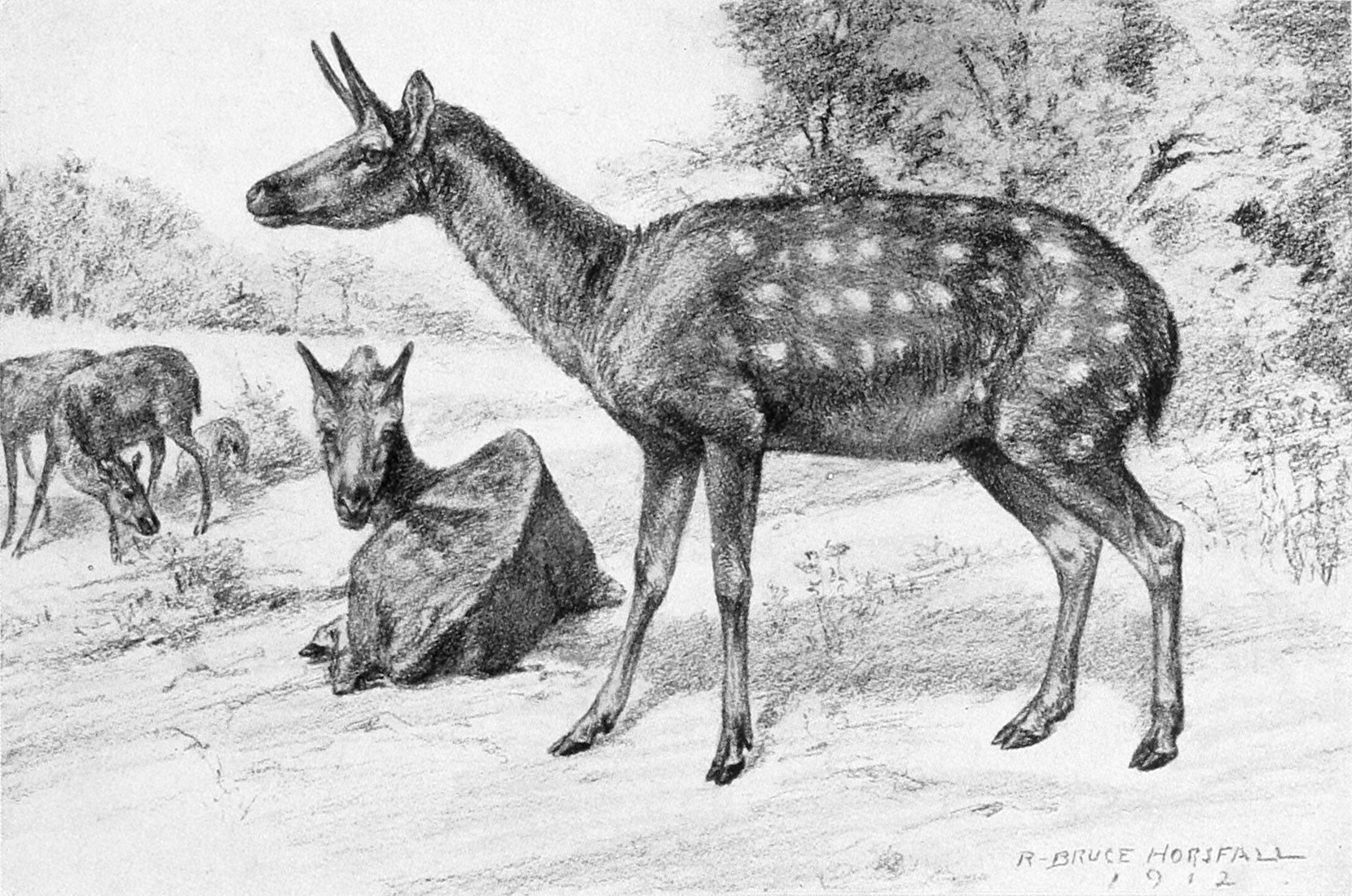
Reconstitution de Subdromomeryx antilopina (illustration de Robert Bruce Horsfall, 1913).

Les palaeomerycidés étaient un groupe de ruminants massifs, cornus et à longues pattes, qui pouvaient atteindre un poids de 350 à 500 kg.
Un de leurs premiers membres connus, Palaeomeryx, était considéré comme un animal sans corne lointainement apparenté aux giraffidés, jusqu'à ce que le paléontologue Miquel Crusafont découvre en Espagne des restes de Triceromeryx du Miocène moyen. Cette forme proche de Palaeomeryx possédait deux ossicônes droits et courts au-dessus des orbites, comme ceux des véritables giraffidés. Son caractère le plus étonnant était cependant l'extension en forme de Y qui prolongeait son os occipital à l'arrière du crâne. Des découvertes des années 1980 et 1990 ont révélé une surprenante variété de ces extensions occipitales.
Ampelomeryx, un genre de palaeomerycidés découvert sur le site du début du Miocène d'Els Casots, en Catalogne, avait trois extensions osseuses similaires à celles de Triceromeryx. Ces extensions étaient cependant bien différentes, deux d'entre elles, plates et larges, s'étendant latéralement au-dessus des orbites en formant comme des visières au-dessus des yeux, tandis que la troisième, à l'arrière, atteignait 20 cm de long.
Une autre espèce de Triceromeryx, T. conquensis, découverte à La Retama en Espagne, présente une extension encore plus spectaculaire : au lieu d'une structure en Y, son extension postérieure est en forme de T, avec les branches latérales orientées vers l'avant.
Chez les membres primitifs du groupe (les Ampelomeryx), l'extension postérieure était une expansion de l'os occipital proche du point d'attache des puissants muscles supportant la tête en position normale, ce qui laisse penser qu'elle était réellement utilisée par les mâles lors des combats de la saison de reproduction. La taille réduite des extensions plates et latérales des espèces plus récentes suggère au contraire qu'elles avaient plutôt une fonction d'affichage et d'intimidation.
Les pattes des palaeomerycidés étaient plus semblables à celles des grands bovidés actuels (comme les buffles) qu'à celles des okapis. Ils vivaient probablement dans des forêts marécageuses, se nourrissant de feuilles tendres et de plantes aquatiques (comme semble le montrer leur denture brachyodonte, semblable à celle des giraffidés primitifs).
Les palaeomerycidés paraissent avoir formé une radiation évolutive réussie des ruminants à cornes, qui s'est diversifié largement du Miocène inférieur au Miocène moyen, dans une zone s'étendant de l'Espagne à la Chine.

## Taxonomie
Les palaeomerycidés ont été nommés par Richard Lydekker (1883). Le genre-type est Palaeomeryx. La famille a été classée parmi les artiodactyles par Hulbert et Whitmore (2006), et parmi les Cervoidea par Carroll (1988), Sach et Heizmann (2001) et Prothero et Liter (2007),.

## Classification
- Amphitragulus
- Dromomerycinae
  - Asiagenes
  - Aletomerycini
    - Sinclairomeryx
    - Aletomeryx
    - Surameryx

  - Dromomerycini
    - Drepanomeryx
    - Rakomeryx
    - Dromomeryx
    - Subdromomeryx

  - Cranioceratini
    - Barbouromeryx
    - Bouromeryx
    - Procranioceras
    - Cranioceras
    - Pediomeryx
    - Yumaceras
- Palaeomerycinae
  - Palaeomeryx
  - Ampelomeryx
  - Xenokeryx
  - Triceromeryx

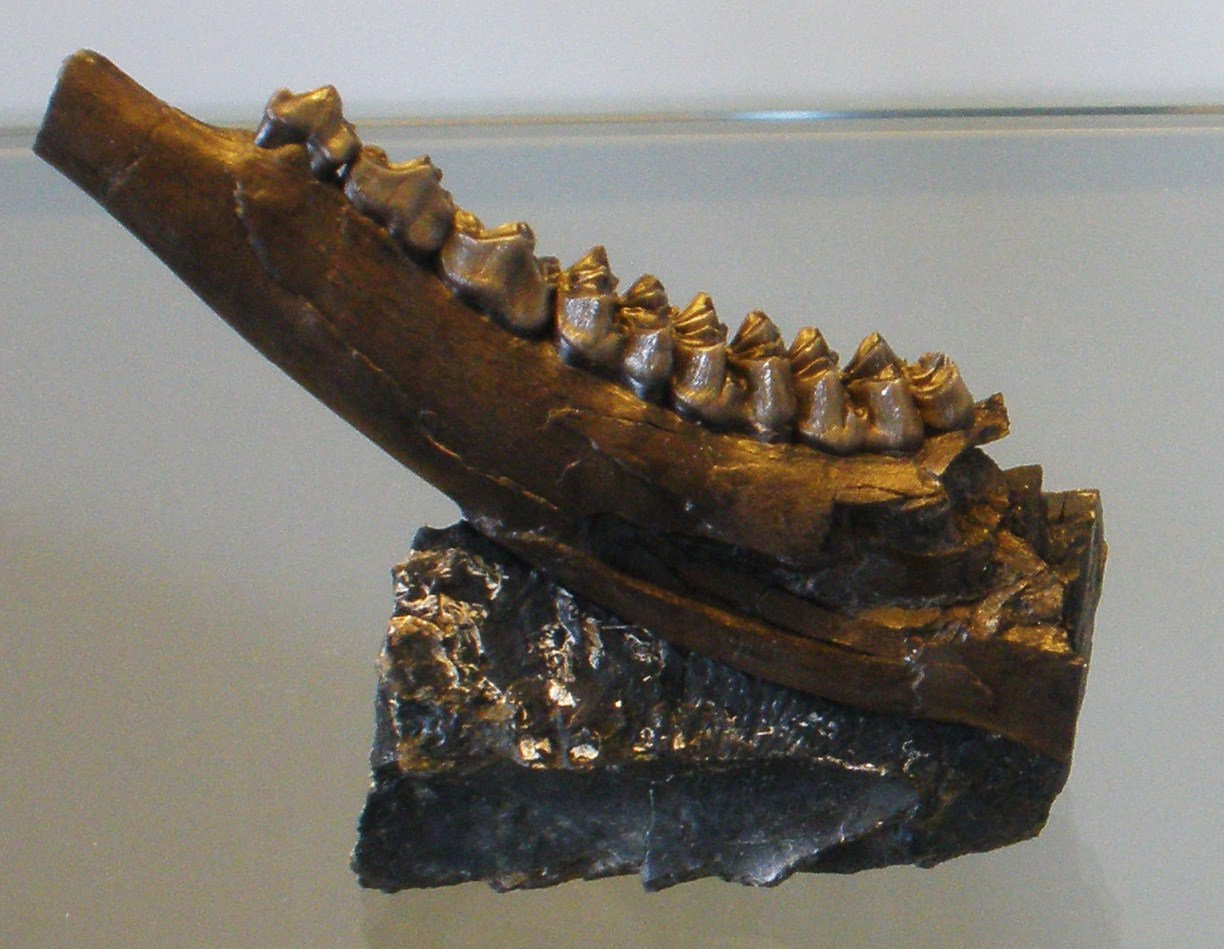
Mâchoire dAmphitragulus.

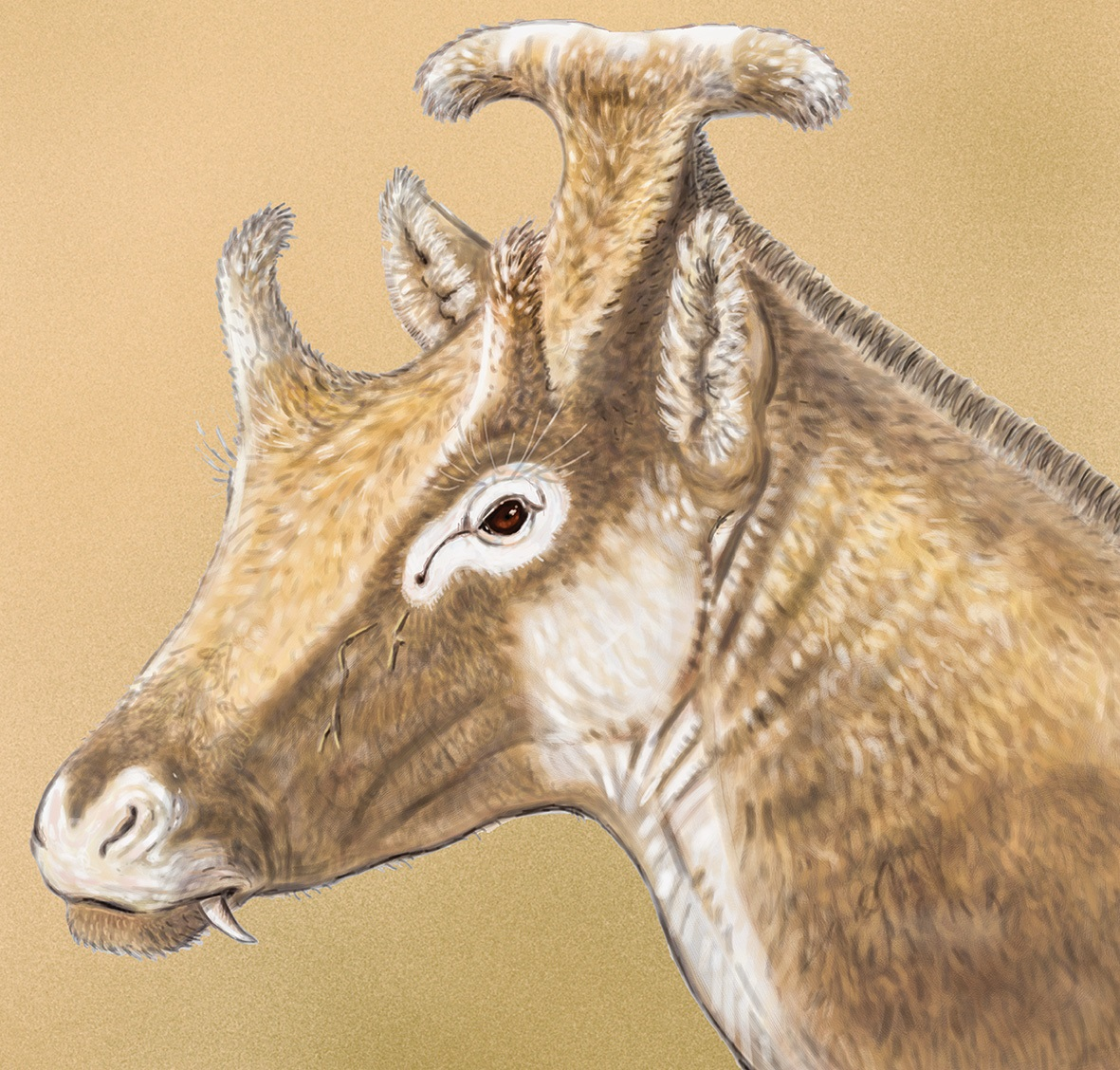
Reconstitution de la tête de Xenokeryx amidalae.

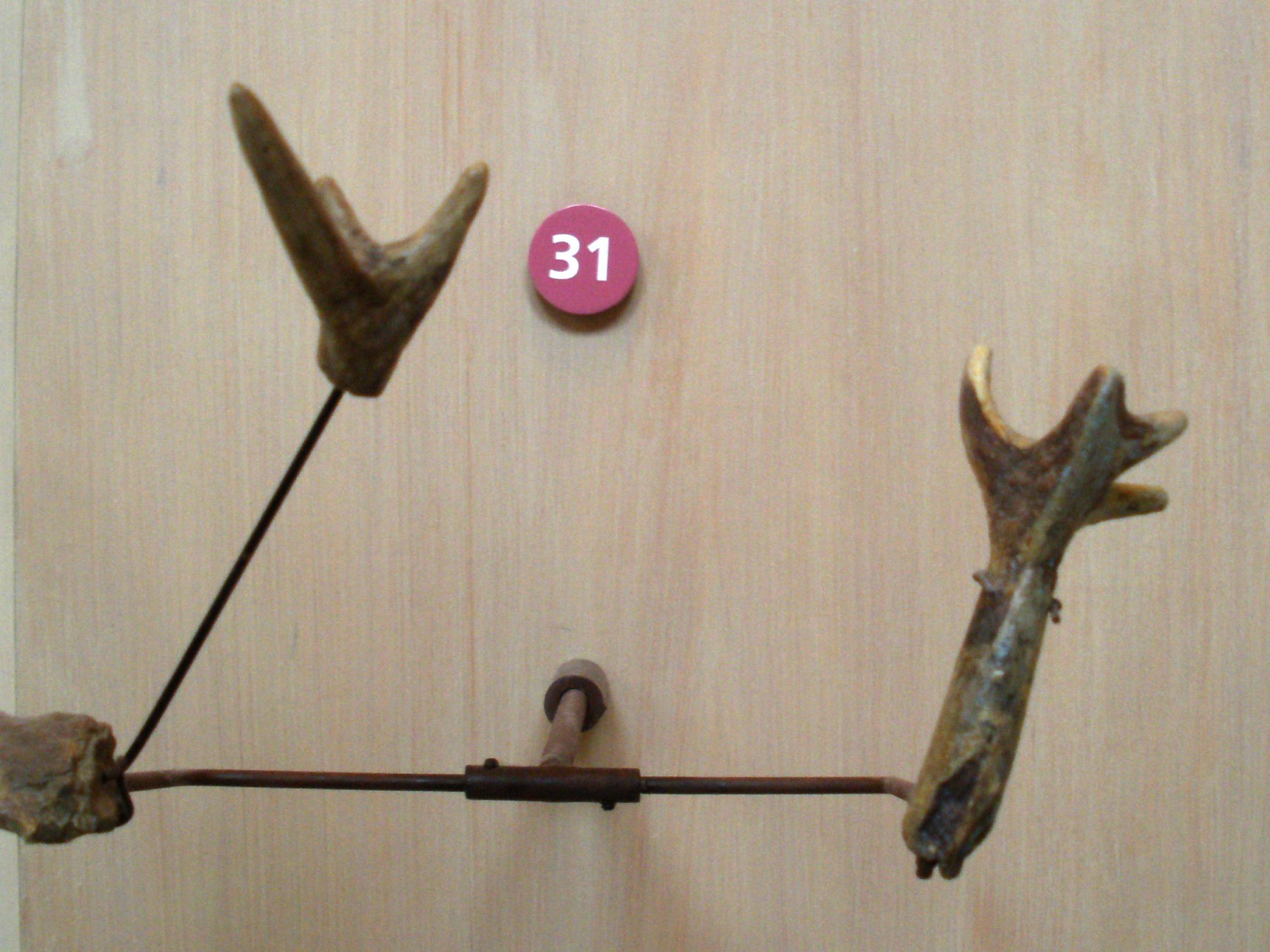
Lagomeryx.

Le genre Lagomeryx (ainsi que la sous-famille des Lagomerycinae proposée pour lui) pourrait être également un palaeomerycidé, de même que les genres Ligeromeryx et Stephanocemas (auparavant classés parmi les cervidés).